# Cape Town City Football Club
Il Cape Town City Football Club è una società calcistica sudafricana, con sede a Città del Capo (Provincia del Capo).

## Storia
La squadra venne fondata nel 1962 per competere nella National Football League sudafricana.
In breve divenne una delle squadre più competitive del campionato, ottenendo un secondo posto nella NFL 1965. La squadra vince il suo trofeo nel 1970, vincendo la National Football League Cup, battendo in finale l'Highlands Park. Il Cape Town City si aggiudicò negli anni a seguire altre due NFL Cup, due UTC Bowl e tre Champions Trophy.  In campionato, dopo altri due secondi posti nelle stagioni 1970 e 1971, vinse due campionati nel 1973 e 1976.

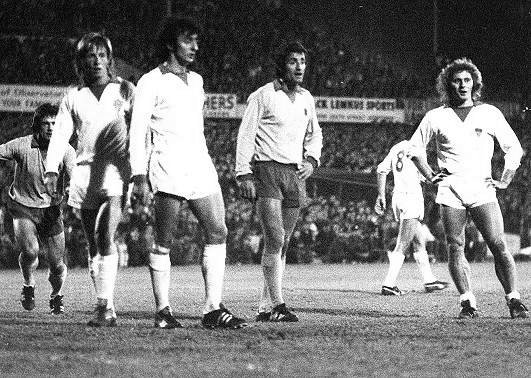
Azione di gioco nell'incontro del Cape Town City contro l' del 1º aprile 1973.

Dopo il fallimento della National Football League avvenuto al termine della stagione 1977, la squadra si iscrisse nel 1979 alla National Professional Soccer League. La squadra ottenne in campionato il settimo posto, ma venendo però esclusa dalla successiva edizione perché si rifiutò di partecipare alla Mainstay Cup.
Nel 2016 una nuova proprietà, guidata dall'ex co-proprietario dell'Ajax Cape Town John Comitis, acquisì la squadra dei Mpumalanga Black Aces, militante nella Premier Division, trasferendola a Città del Capo per rifondare il Cape Town City.
Il rinato City si è posto subito ai massimi livelli, ottenendo il terzo posto nella stagione d'esordio e poi il secondo nel campionato 2021-2022. 
Il City ha esordito in campo continentale nella Coppa della Confederazione CAF 2018, venendo eliminato al primo turno dai mozambicani del Costa do Sol, dopo aver sconfitto nel turno preliminare gli swati del Young Buffaloes.
Nel 2018 la squadra si aggiudica il suo primo torneo dalla rifondazione, vincendo la MTN 8 ai danni del SuperSport Utd.

## Colori e simboli

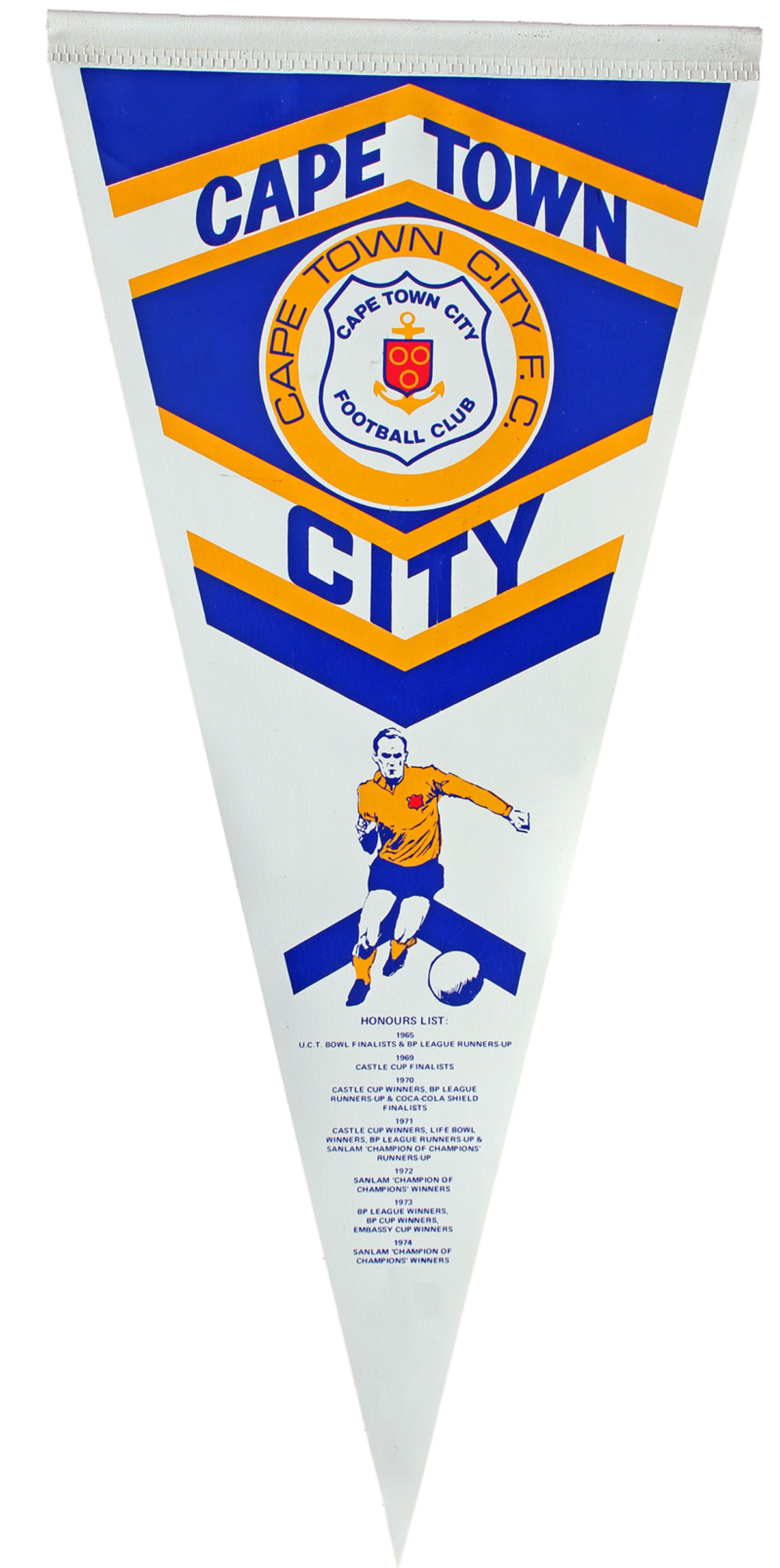
Gagliardetto del primo Cape Town City

La formazione originale del Cape Town City F.C. presentava come colori sociali l'arancione ed il blu. A seguito della rifondazione avvenuta nel 2016 la squadra ha come colori distintivi il blu ed il giallo.

## Strutture

### Stadio

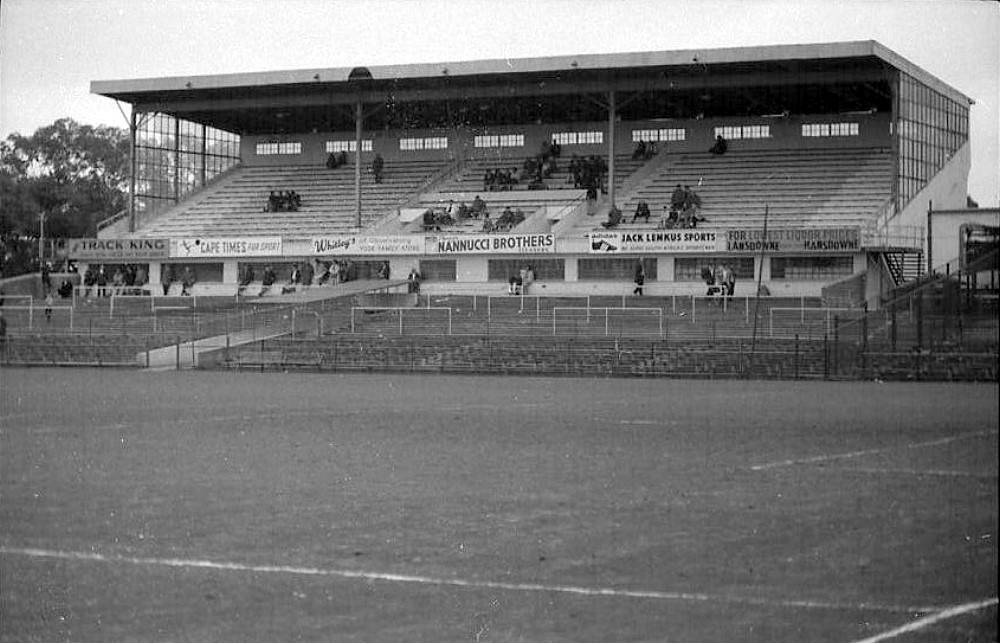
L'Hartleyvale Stadium nel 1972

Il Cape Town City ha utilizzato nel primo periodo della sua esistenza l'Hartleyvale Stadium.
Dal 2016, anno della sua rifondazione, la squadra gioca nel Cape Town Stadium.

## Palmarès

### Competizioni nazionali
- National Football League Cup: 3

1970, 1971, 1976
- UCT Bowl: 2

1971, 1973
- Champions Trophy: 3

1971, 1972, 1974
- National Football League: 2

1973, 1976
- MTN 8: 1

2018

## Rosa
| N. |                         | Ruolo | Calciatore           |
| -- | ----------------------- | ----- | -------------------- |
| 1  | Angola (bandiera)       | P     | Hugo Marques         |
| 2  | Sudafrica (bandiera)    | D     | Thamsanqa Mkhize     |
| 4  | RD del Congo (bandiera) | D     | Idumba Fasika        |
| 5  | Mozambico (bandiera)    | D     | Edmilson Dove        |
| 6  | Sudafrica (bandiera)    | C     | Relebogile Mokhuoane |
| 8  | Sudafrica (bandiera)    | C     | Mpho Makola          |
| 10 | Sudafrica (bandiera)    | C     | Mduduzi Mdantsane    |
| 12 | Sudafrica (bandiera)    | D     | Taariq Fielies       |
| 14 | Sudafrica (bandiera)    | D     | Terrence Mashego     |
| 15 | Sudafrica (bandiera)    | D     | Keanu Cupido         |
| 16 | Sudafrica (bandiera)    | P     | Darren Keet          |
| 17 | Sudafrica (bandiera)    | A     | Khanyisa Mayo        |
| 18 | Sudafrica (bandiera)    | C     | Shane Roberts        |
| 20 | Sudafrica (bandiera)    | A     | Tashreeq Morris      |

| N. |                      | Ruolo | Calciatore      |
| -- | -------------------- | ----- | --------------- |
| 21 | Sudafrica (bandiera) | C     | Thato Mokeke    |
| 22 | Sudafrica (bandiera) | D     | Patrick Fisher  |
| 26 | Sudafrica (bandiera) | C     | Thabo Nodada    |
| 27 | Sudafrica (bandiera) | C     | Taahir Goedeman |
| 30 | Sudafrica (bandiera) | D     | Craig Martin    |
| 31 | Sudafrica (bandiera) | P     | Bongani Mpandle |
| 40 | Sudafrica (bandiera) | P     | Marc Anderson   |
| 45 | Sudafrica (bandiera) | A     | Diego Appolis   |
| 47 | Sudafrica (bandiera) | P     | Luca Oliaro     |